# Pimachrysa fusca
Pimachrysa fusca is een insect uit de familie van de gaasvliegen (Chrysopidae), die tot de orde netvleugeligen (Neuroptera) behoort. 
Pimachrysa fusca is voor het eerst wetenschappelijk beschreven door Adams in 1967.